# DDB Worldwide
DDB Worldwide Communications Group Inc. är en internationell reklambyrå grundad 1949 på Manhattan i New York av James Edwin Doyle, Maxwell Dane och Bill Bernbach. 

## Viktiga kampanjer
DDB blev under 1960-talet rikligt uppmärksammade för sin kampanj för Volkswagen Think Small skapad av Julian Koenig. Kampanjen har rankats som den bästa reklamkampanj under 1900-talet av Ad Age och sagts "förändrat hela karaktären för reklam, både från hur den skapas till hur den upplevs av konsumenterna."
DDB har fortsatt att arbeta ihop med Volkswagen sedan dess.
En av DDB:s mest kontroversiella och viktigaste kampanjer är Daisy en reklamfilm för Lyndon B. Johnson som även om den bara sändes en gång var en viktig del i presidentens stora seger och hur presidentvalskampanjerna ser ut idag. Filmen som skapades 1964 av Tony Schwartz visar en ung flicka som plockar av bladen på en tusensköna och räknar dem, när hon räknat upp till nio börjar en mansröst en nedräkning och kameran zoomar in på flickans öga tills pupillen fyller hela bilden, då ser vi en atombombsexplosion och president Johnson säger "These are the stakes! To make a world in which all of God's children can live, or to go into the dark. We must either love each other, or we must die."
Reklamfilmen var mycket kontroversiell på grund av dess anspelning på att Johnsons motståndare, den republikanske presidentkandidaten Barry Goldwater ville använda kärnvapen i Vietnamkriget.

## DDB i Sverige
2004 öppnade den fjärde i ledet av underbyråer till DDB Worldwide i Sverige, tidigare byråer som arbetat under DDB är Falk & Pihl, Carlsson & Bohman och Paradiset. Fram till 2017 var det kort och gott DDB Stockholm men sedan september 2017 förenades kontoren i Stockholm, Köpenhamn, Oslo och Helsingfors till det gemensamma namnet NORD DDB. Varje kontor lägger sedan till sin egen stads namn, så som NORD DDB STO i Stockholm. Gemensam norden-VD är Niclas Melin, med stöd av CCO Andreas Dahlqvist.